# Franz de Gabrieli
Franz de Gabrieli (auch: Francesco und Franz Joseph) (* 1688 in Roveredo?; † 27. Oktober 1726 in Oettingen) war ein Graubündner Architekt und Stuckateur.
Seine Eltern waren der Maurermeister Giovanni Gabrieli aus Roveredo und dessen Ehefrau (Maria) Domenica, eine Tochter des Bauhandwerkers Gaspare Zuccalli. Er war ein jüngerer Bruder des fürstbischöflich-eichstättischen Hofbaudirektors Gabriel de Gabrieli und erbaute 1725 in dessen Auftrag, aber als Eigenentwurf die katholische Kirche St. Georg in Gnotzheim als barocken Sakralraum neu. Im Jahr darauf erscheint in der Matrikel des Katholischen Pfarramtes Oettingen als „natione Grißo (= Graubündner) architectus in Baldern und Oettingen“. Am 5. März 1726 heiratete er in Eichstätt die Witwe Theresia Heidwig, Vögtin zu Absberg. Im gleichen Jahr erbaute er in Oettingen unter Franz-Albrecht zu Oettingen-Spielberg die Orangerie. 1726 ist auch sein Todesjahr; am 29. Oktober wurde er im Friedhof der Pfarrei Öttingen bestattet.

## Werke
Außer den erwähnten Bauwerken schuf Franz de Gabrieli:
- Eichstätt, Fürstbischöfliche Residenz, mehrere Zimmer des Obergeschosses, Stuckdecken (Zuschreibung)
- Eichstätt, Klosterkirche Notre Dame, Stuck (Zuschreibung)
- Eichstätt, Schutzengelkirche, Stuck, 1717
- Eichstätt, Fürstbischöfliche Sommerresidenz, Stuck (Zuschreibung)
- Eichstätt, Bischöfliches Palais, Stiegenhaus, Stuck (Zuschreibung)
- Eichstätt, Domherrenhof Dietrichstein, Stuck (wohl sicher)
- Eichstätt, Bürgerhaus C 271 am Roßmarkt, Bau und Stuck in den Obergeschossen (Zuschreibung)
- Eichstätt, Bürgerhaus B 159 in der Großen Marktgasse (Nachbarhaus des Gabrielihauses), Fassadenstuck (Zuschreibung)
- Kloster Rebdorf, Klosterkirche, Stuck (wohl sicher)